# Babolat
Babolat is een Frans bedrijf dat onderdelen vervaardigt die gebruikt kunnen worden bij tennis, badminton, padel en squash.
In 1875 ontwierp Piere Babolat de eerste snaren gemaakt van darm. In 1994 begon het bedrijf met het vervaardigen van overige producten voor in de tenniswereld.
Op de Australian Open 2005 was Babolat het meest gebruikte racket onder de deelnemers.
Enkele bekende gebruikers van een Babolat-racket zijn Carlos Moyá, Rafael Nadal, Andy Roddick, Yanina Wickmayer en Kim Clijsters.